# Baranów (województwo lubelskie)
Baranów – osada w Polsce położona w Pradolinie Wieprza, w województwie lubelskim, w powiecie puławskim, w gminie Baranów; dawniej miasto.
Osada jest sołectwem, siedzibę gminy Baranów. Według Narodowego Spisu Powszechnego z roku 2011 liczyła 1648 mieszkańców. Położona jest w Małopolsce, w ziemi lubelskiej.
| SIMC    | Nazwa   | Rodzaj |
| ------- | ------- | ------ |
| 0378260 | Zagrody | osada  |

## Historia

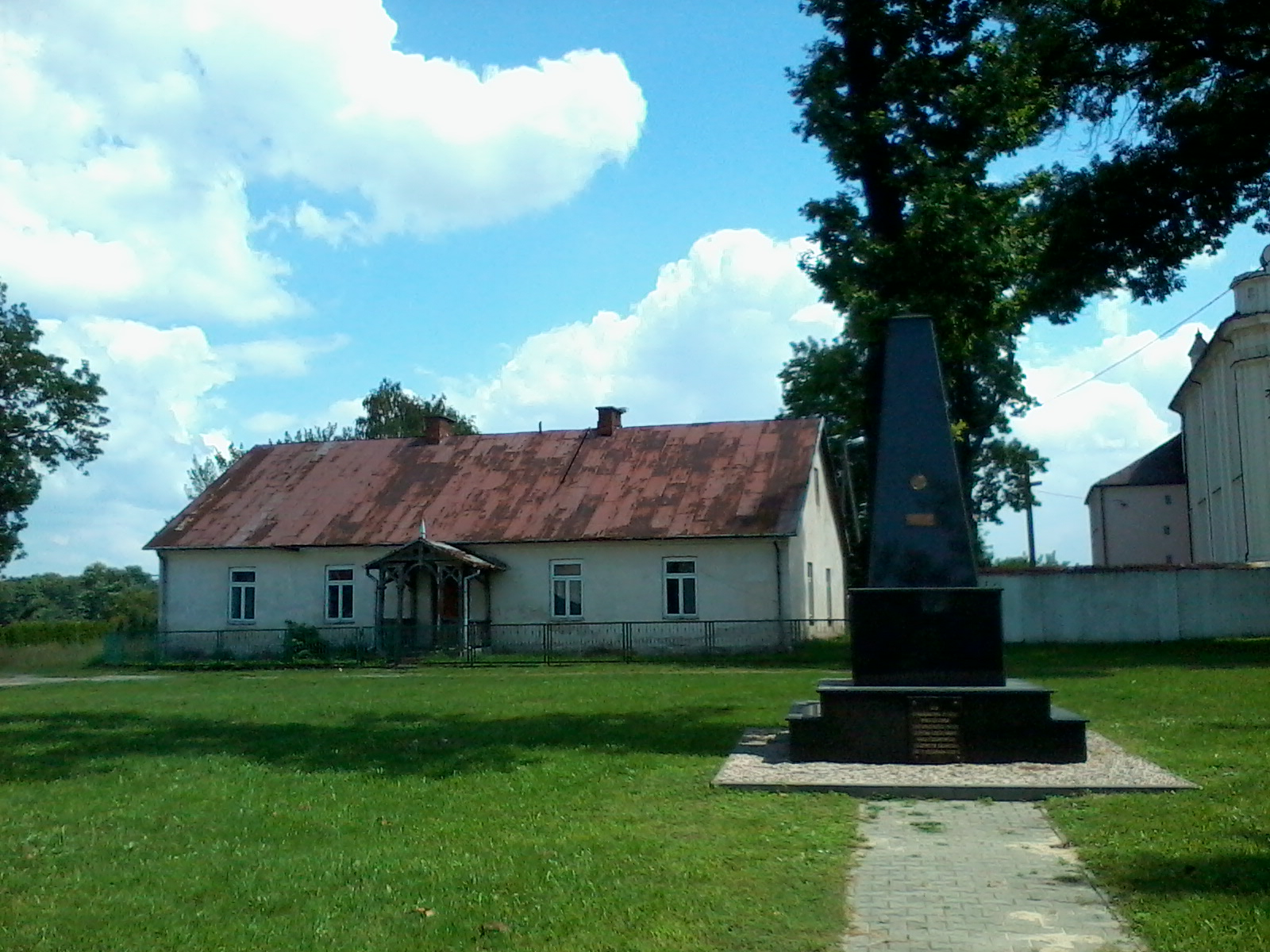
Baranów – pomnik Józefa Piłsudskiego

W 1503 król Aleksander Jagiellończyk nadaje wsie Laskowice i pobliską Czołnę, Mikołajowi Firlejowi „w dożywotnie posiadanie”. 18 marca 1544 roku na Sejmie Piotrkowskim król Zygmunt II August zezwala Piotrowi Firlejowi – synowi Mikołaja – na założenie miasta Baranowa na prawie magdeburskim, czego ten dokonuje listopada tegoż roku.
W 1553 miasto otrzymało przywileje targowe i jarmarczne i pełniło rolę ważnego lokalnego ośrodka handlowo-rzemieślniczego.
W drugiej połowie XVI wieku jako prywatne miasto szlacheckie położone było w powiecie lubelskim województwa lubelskiego.
Pierwszy kościół powstał w 1549 pod wezwaniem Najświętszej Marii Panny i św. Jana Chrzciciela, a akt konsekracji został dokonany w 1612. Przy parafii założono wówczas szkółkę parafialną. W 1779 na miejscu starego powstał kościół murowany.
W XVII wieku do miasta napłynęła ludność żydowska, powstała wówczas synagoga oraz szkoła żydowska. W tym okresie miasto często padało ofiarą pożarów co przyczyniło się do marginalizacji miasta. Istniała tu w tym okresie drewniana synagoga, wzmiankowana w 1861 roku. Pod koniec XIX wieku, gmina żydowska wybudowała nową synagogę. Budynek również był drewniany. Stara świątynia prawdopodobnie w tym czasie zaczęła funkcjonować jako bet midrasz. Żydzi posiadali również własny cmentarz, pierwsza wzmianka o nim pochodzi z 1724 roku, zapewne istniał wcześniej.
W XIX wieku głównym rodzajem zajęć mieszczan pozostało rolnictwo oraz rzemiosło i handel. Uprawą roli zajmowała się około połowa mieszkańców. Poza tym ludność w Baranowie trudniła się rzemiosłem, głównie garncarstwem. W 1847 powstała szkoła elementarna.
W 1819 roku na 1020 mieszkańców Baranowa było 367 Żydów, w 1827 roku – 642 na 1445, w 1856 roku – 953 na 1799. 
W 1827 miasto prywatne Królestwa Kongresowego położone było w powiecie kazimierskim, obwodzie lubelskim województwa lubelskiego. W połowie wieku mimo nieznacznego wzrostu ludności miasto coraz bardziej podupadało ekonomicznie i gospodarczo, a w 1870 miasto zmieniono na osadę miejską. Miejscowość była przejściowo siedzibą gminy Wola Czołnowska.
Po 1918 w Baranowie i okolicy rozwinęła się działalność ruchów ludowych i lewicowych m.in. ZMW Wici, w czerwcu 1930 Czesław Osiński utworzył w Baranowie komórkę Polskiej Partii Robotniczej. Po wybuchu II wojny światowej zwiększyła się aktywność lewicy, w czerwcu 1940 powstało koło Stowarzyszenia Przyjaciół ZSRR, w lipcu 1943 Czesław Osiński został sekretarzem Komitetu Dzielnicowego PPR w Dęblinie, co wiązało się z intensywnym działaniem PPR w terenie m.in. w Baranowie mieściła się placówka bojowa Gwardii Ludowej-Armii Ludowej nr 5 Twierdza. W marcu 1944 powstała zakonspirowana Gromadzka Rada Narodowa, która 1 maja 1944 po uprzednim rozbiciu posterunku policji przez Gwardię Ludową zorganizowała wiec. 26 lipca 1944 do wsi wkroczyły oddziały I Frontu Ukraińskiego wspierane przez I Armię Wojska Polskiego. We wsi powstał posterunek Milicji Obywatelskiej dowodzony przez Kazimierza Wojtasia z Batalionów Chłopskich, którego wkrótce zastąpił Stanisław Moskalik z PPR (zamordowany 19 grudnia 1944). 
Podczas okupacji hitlerowskiej wydany został zakaz zamieszkiwania przez Żydów centrum miejscowości. Do liczącej około 1070 osób społeczności żydowskiej, w 1940 roku dosiedlono kilkuset Żydów z Puław. 1 sierpnia 1941 roku Niemcy utworzyli otwartegetto dla żydowskich mieszkańców. Przebywało w nim około 1500 Żydów. W połowie maja 1942 roku wszystkich Żydów z Baranowa hitlerowcy wywieźli do niemieckiego nazistowskiego obozu zagłady w Sobiborze. 
W latach 1954–1972 wieś należała i była siedzibą władz gromady Baranów. W latach 1975–1998 miejscowość należała administracyjnie do ówczesnego województwa lubelskiego.

## Produkty tradycyjne z Baranowa
W miejscowości wyrabia się tradycyjne produkty wędliniarskie, m.in. baleron nadwieprzański, boczek nadwieprzański, kaszanka nadwieprzanka, kiełbasa nadwieprzańska, szynka nadwieprzańska czy polędwica nadwieprzańska.